# Lilium fargesii

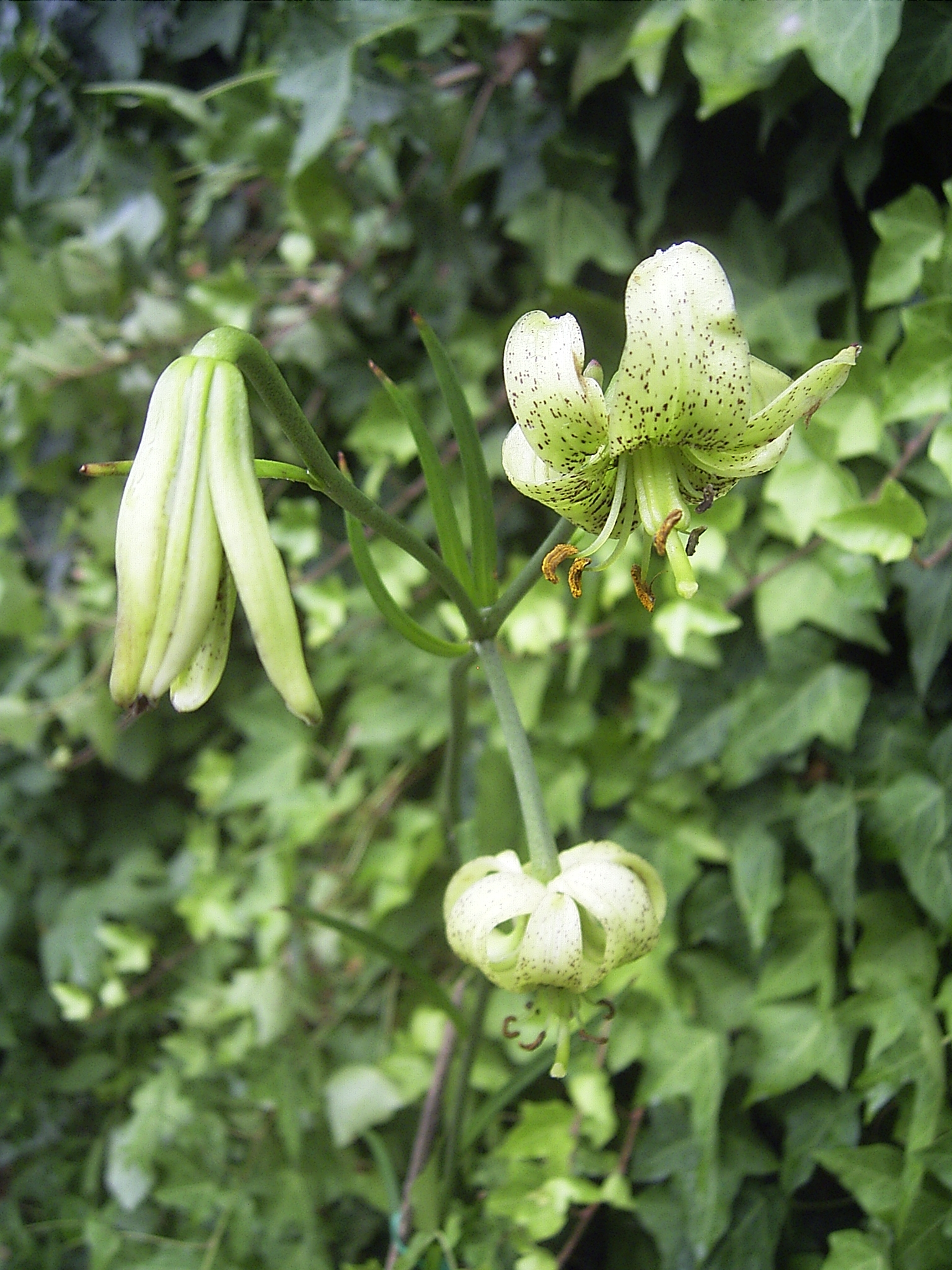
Lilium fargesii na natureza.

Lilium fargesii (em chinês: 绿花百合) é uma espécie de planta com flor, pertencente à família Liliaceae.
A planta é nativa da República Popular da China, com ocorrências nas províncias de Hubei, Shaanxi, Sichuan e Yunnan. A floração acontece a uma altitude de 1 400-2 300 metros.